# Ruth Altmann
Ruth Altmann (* 21. November 1930 in Wehlen) ist eine deutsche Gebrauchsgrafikerin.

## Leben und Werk
Ruth Altmann absolvierte bei der DEWAG eine Lehre als gebrauchsgrafische Zeichnerin. Ihr Betrieb delegierte sie 1952 an die Hochschule für Grafik und Buchkunst Leipzig. Dort studierte sie bis 1957 bei Albert Kapr und Wolfgang Mattheuer Grafik. Als sie in dieser Zeit eine Vorstellung des Kabarett-Theaters Distel besuchte kam sie auf die Idee, dessen Namen als Schriftzug zu gestalten. Auf Anraten ihrer Lehrer baute sie diese Arbeit weiter aus und entwarf sie auch ein Plakat für die Distel, das 1956 von deren Direktor Erich Brehm für das folgenden Programm verwendet wurde. Ruth Altmann entwarf dann die Plakate und gestaltete die Programmhefte für fünf weitere Programme. Das von ihr entworfene Distel-Logo wird bis auf kleine Modifizierungen noch heute genutzt. Weil die DEWAG aber keine freiberufliche Tätigkeit ihrer Mitarbeiter wünschte, musste sie diese Arbeiten einstellen. Ruth Altmann arbeitete bis 1989 in Berlin bei der DEWAG. 
Sie war bis 1990 Mitglied des Verbands Bildender Künstler der DDR.

## Weitere gebrauchsgrafische Werke (Auswahl)
- Das Feuerzeug (1959; Plakat für den DEFA-Film)
- Ostern (1976, Serie von Plakaten)
- Serie von Prospekten für die Akademie der Wissenschaften der DDR (1976)

## Ausstellungen (mutmaßlich unvollständig)
- 1976 und 1978: Berlin, Bezirkskunstausstellungen Gebrauchsgrafik
- 1977/1978: Dresden, VIII. Kunstausstellung der DDR

## Weblink
- Ruth Altmann – Schöpferin des DISTEL-Schriftzugs

| Personendaten    | Personendaten                |
| ---------------- | ---------------------------- |
| NAME             | Altmann, Ruth                |
| KURZBESCHREIBUNG | deutsche Gebrauchsgrafikerin |
| GEBURTSDATUM     | 21. November 1930            |
| GEBURTSORT       | Wehlen                       |